# ABN Amro Open 2023
ABN Amro Open 2023, stiliserat som ABN AMRO Open 2023, var den 50:e upplagan av Rotterdam Open, en tennisturnering i Rotterdam, Nederländerna. Turneringen var en del av 500 Series på ATP-touren 2023 och spelades inomhus på hard court mellan den 13–19 februari 2023.

## Mästare

### Singel
- Daniil Medvedev besegrade  Jannik Sinner, 5–7, 6–2, 6–2

### Dubbel
- Ivan Dodig /  Austin Krajicek besegrade  Rohan Bopanna /  Matthew Ebden, 7–6(7–5), 2–6, [12–10]

## Poäng och prispengar

### Poängfördelning
| Gren   | Mästare | Final | Semifinal | Kvartsfinal | Åttondelsfinal | Sextondelsfinal | Kvalificerad till huvudturneringen | Kvalomgång 2 | Kvalomgång 1 |
| Singel | 500     | 300   | 180       | 90          | 45             | 0               | 20                                 | 10           | 0            |
| Dubbel | 500     | 300   | 180       | 90          | 0              | —               | —                                  | —            | —            |

### Prispengar
| Gren    | Mästare   | Final     | Semifinal | Kvartsfinal | Åttondelsfinal | Sextondelsfinal | Kvalomgång 2 | Kvalomgång 1 |
| Singel  | 387 940 € | 208 730 € | 111 245 € | 56 835 €    | 30 345 €       | 16 180 €        | 8 295 €      | 4 650 €      |
| Dubbel* | 127 440 € | 67 960 €  | 34 380 €  | 17 190 €    | 8 900 €        | —               | —            | —            |

*per lag

## Tävlande i singel

### Seedning
| Land     | Spelare               | Rank1 | Seedning |
| -------- | --------------------- | ----- | -------- |
| Grekland | Stefanos Tsitsipas    | 3     | 1        |
|          | Andrej Rubljov        | 5     | 2        |
| Kanada   | Félix Auger-Aliassime | 7     | 3        |
| Danmark  | Holger Rune           | 9     | 4        |
| Polen    | Hubert Hurkacz        | 10    | 5        |
|          | Daniil Medvedev       | 12    | 6        |
| Spanien  | Pablo Carreño Busta   | 15    | 7        |
| Tyskland | Alexander Zverev      | 16    | 8        |

- 1 Rankingen är per den 6 februari 2023.

### Övrig spelarinformation
Följande spelare fick ett wild card till turneringen:
- Gijs Brouwer
- Tallon Griekspoor[2]
- Tim van Rijthoven

Följande spelare deltog i turneringen med skyddad ranking:
- Stan Wawrinka

Följande spelare kvalificerade sig genom kvalturneringen:
- Grégoire Barrère
- Aslan Karatsev
- Constant Lestienne
- Mikael Ymer

Följande spelare kvalificerade sig som lucky loser:
- Quentin Halys

### Spelare som dragit sig ur
- Borna Ćorić → ersatt av  Quentin Halys
- Dan Evans → ersatt av  David Goffin
- Karen Khachanov → ersatt av  Benjamin Bonzi

## Tävlande i dubbel

### Seedning
| Land           | Spelare         | Land           | Spelare          | Rank1 | Seedning |
| -------------- | --------------- | -------------- | ---------------- | ----- | -------- |
| Nederländerna  | Wesley Koolhof  | Storbritannien | Neal Skupski     | 2     | 1        |
| Kroatien       | Nikola Mektić   | Kroatien       | Mate Pavić       | 15    | 2        |
| Kroatien       | Ivan Dodig      | USA            | Austin Krajicek  | 20    | 3        |
| Storbritannien | Lloyd Glasspool | Finland        | Harri Heliövaara | 22    | 4        |

- 1 Rankingen är per den 6 februari 2023.

### Övrig spelarinformation
Följande dubbelpar fick ett wild card till turneringen:
- Tallon Griekspoor /  Botic van de Zandschulp
- Petros Tsitsipas /  Stefanos Tsitsipas

Följande dubbelpar kvalificerade sig genom kvalturneringen:
- Sander Gillé /  Joran Vliegen

### Spelare som dragit sig ur
- Karen Khachanov /  Andrej Rubljov → ersatt av  Fabrice Martin /  Andrej Rubljov